# Lutas nos Jogos Olímpicos de Verão da Juventude de 2018
As competições de lutas nos Jogos Olímpicos de Verão da Juventude de 2018 ocorreram entre 12 e 14 de outubro em um total de quinze eventos. As competições aconteceram no Pavilhão Ásia, localizado no Parque Olímpico da Juventude em Buenos Aires, Argentina.
Um total de 50 nações estiveram representadas nas dez categorias de luta livre, sendo cinco por gênero, e nas cinco categorias de luta greco-romana apenas para rapazes.

## Calendário
| Outubro | 6 | 7 | 8 | 9 | 10 | 11 | 12 | 13 | 14 | 15 | 16 | 17 | 18 |
| ------- | - | - | - | - | -- | -- | -- | -- | -- | -- | -- | -- | -- |
| Lutas   |   |   |   |   |    |    | 5  | 5  | 5  |    |    |    |    |

|  | Dia de competição |  | Dia de final |

## Medalhistas

### Luta livre
Masculino
| Evento              | Ouro                             | Prata                                 | Bronze                                  |
| ------------------- | -------------------------------- | ------------------------------------- | --------------------------------------- |
| Até 48 kg detalhes  | Umidjon Jalolov UZB Uzbequistão  | Giorgi Gegelashvili GEO Geórgia       | Halil Gökdeniz TUR Turquia              |
| Até 55 kg detalhes  | Robert Howard USA Estados Unidos | Hernán David Almendra ARG Argentina   | Vladyslav Ostapenko UKR Ucrânia         |
| Até 65 kg detalhes  | Turan Bayramov AZE Azerbaijão    | Mohammad Baghi Karimiseifabad IRI Irã | Inayat Ullah PAK Paquistão              |
| Até 80 kg detalhes  | Akhmedkhan Tembotov RUS Rússia   | Fateh Benferdjallah ALG Argélia       | Mukhammadrasul Rakhimov UZB Uzbequistão |
| Até 110 kg detalhes | Sergei Kozyrev RUS Rússia        | Amir Hossein Abbas Zare IRI Irã       | Ahmed Mahmoud Elsayed Khalil EGY Egito  |

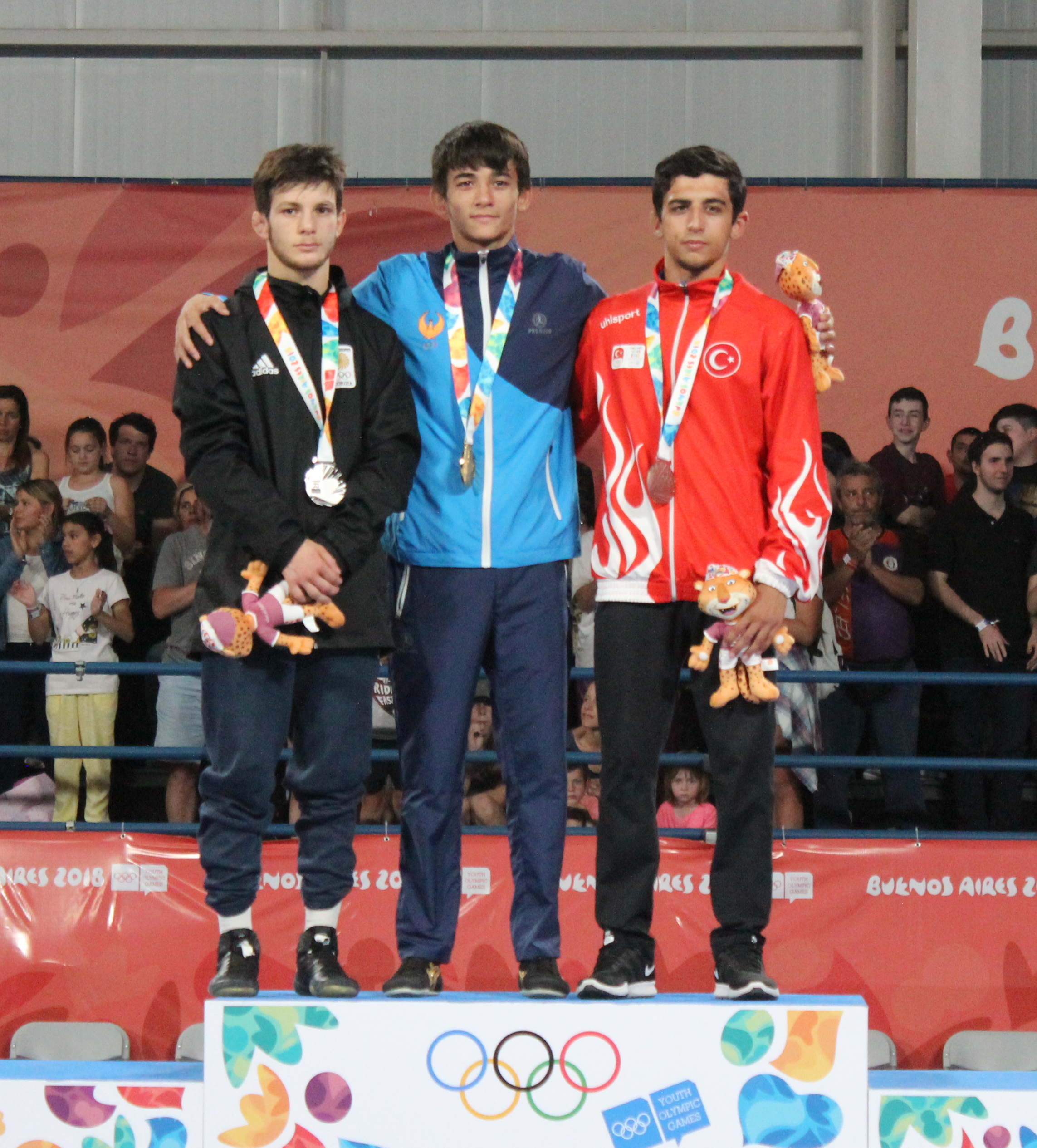
48 kg
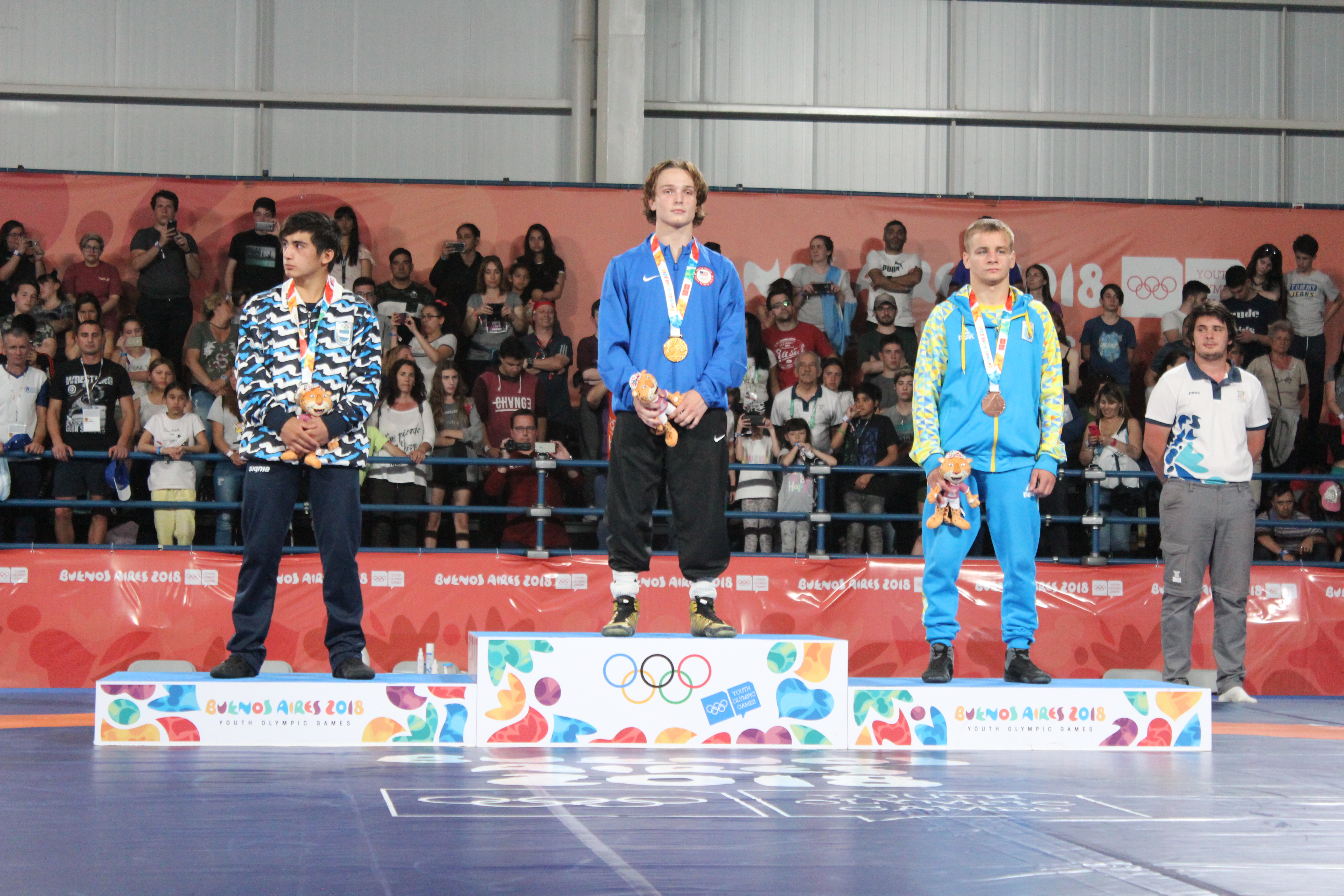
55 kg
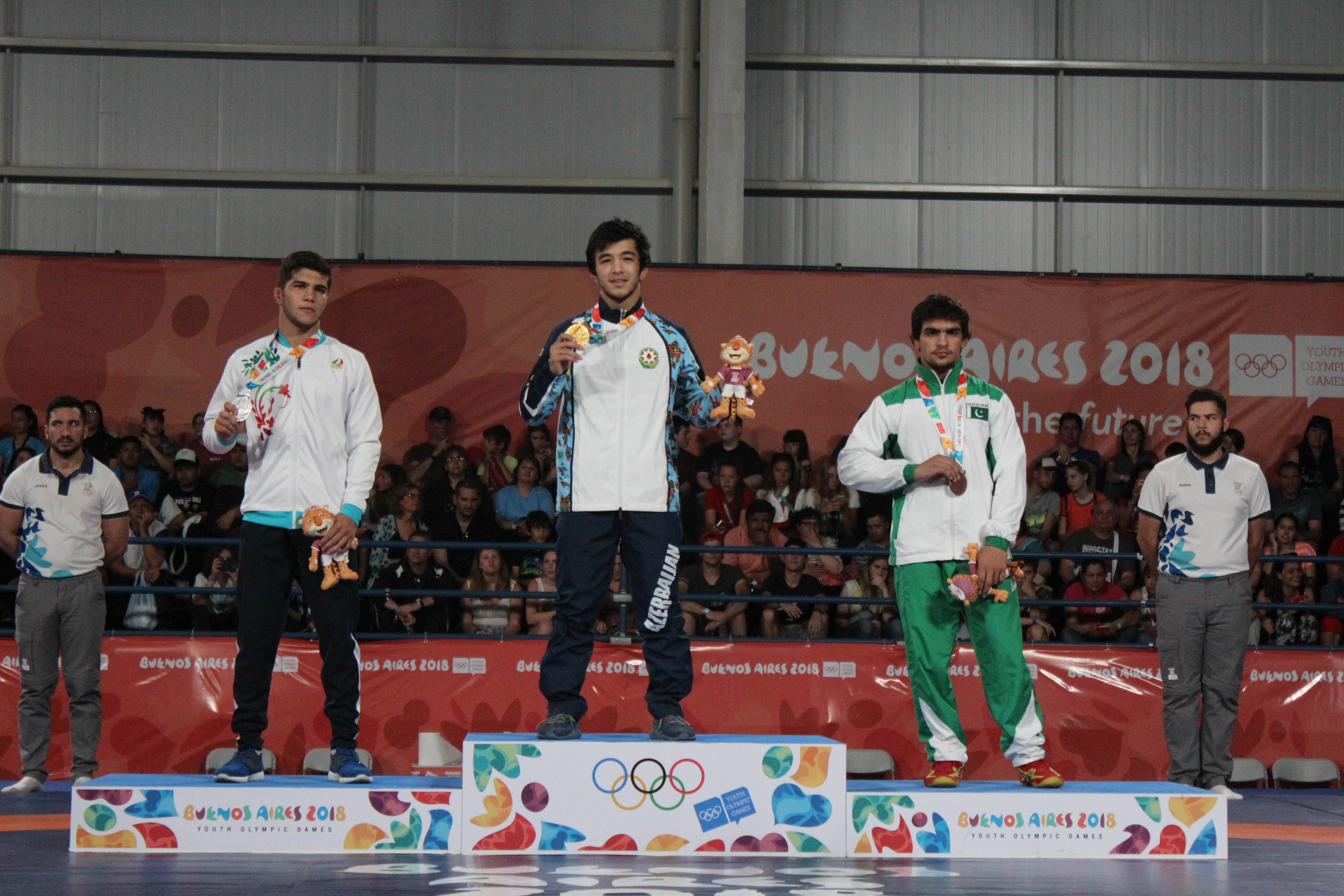
65 kg
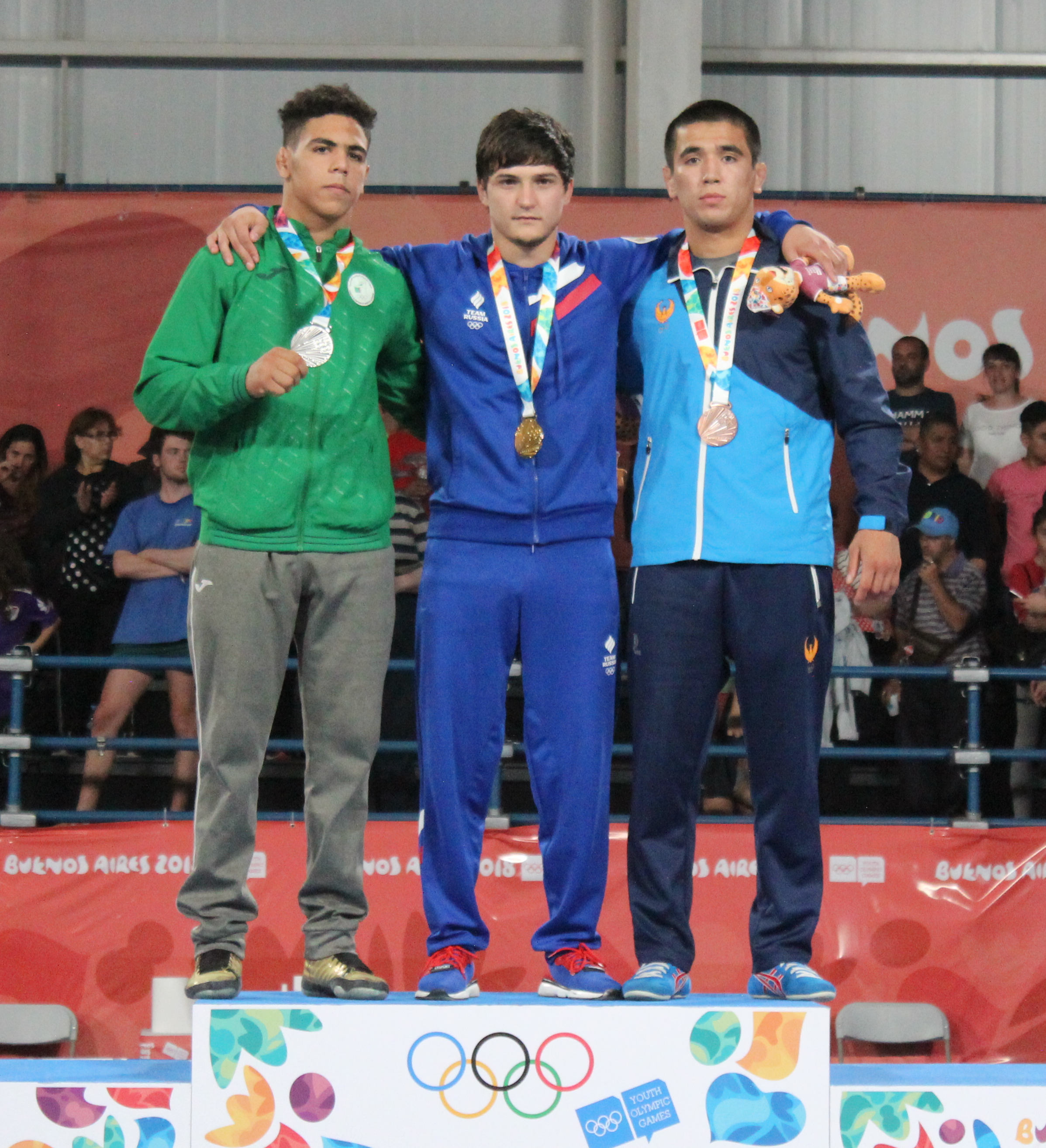
80 kg
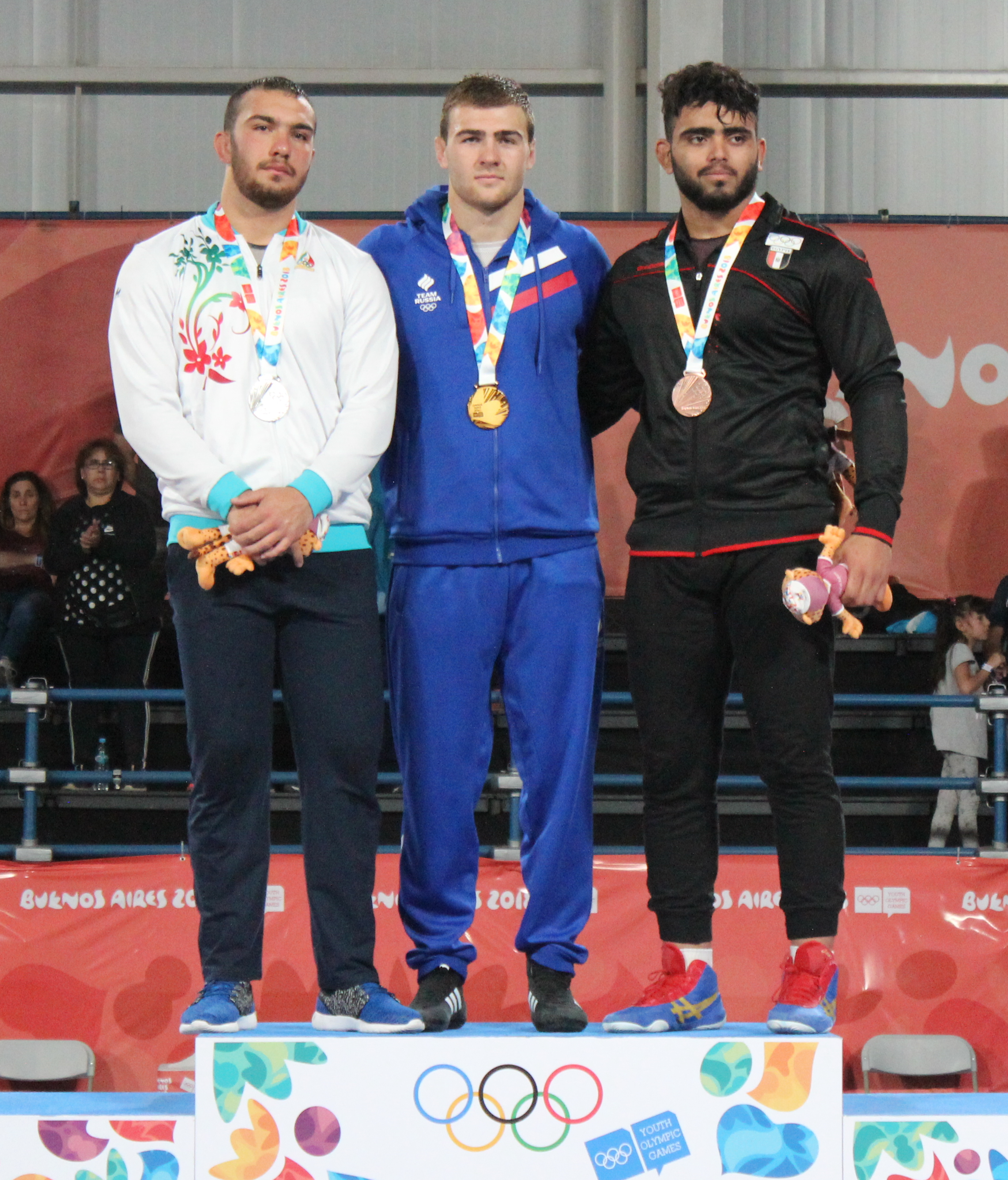
110 kg

Feminino
| Evento             | Ouro                             | Prata                              | Bronze                             |
| ------------------ | -------------------------------- | ---------------------------------- | ---------------------------------- |
| Até 43 kg detalhes | Emily Shilson USA Estados Unidos | Simran Simran IND Índia            | Shahana Nazarova AZE Azerbaijão    |
| Até 49 kg detalhes | Emma Jonna Malmgren SWE Suécia   | Shokhida Akhmedova UZB Uzbequistão | Natallia Varakina BLR Bielorrússia |
| Até 57 kg detalhes | Nonoka Ozaki JPN Japão           | Anna Hella Szél HUN Hungria        | Anastasia Blayvas GER Alemanha     |
| Até 65 kg detalhes | Zhou Xinru CHN China             | Oksana Chudyk UKR Ucrânia          | Oyun-Erdene Tamir MGL Mongólia     |
| Até 73 kg detalhes | Milaimys Marín CUB Cuba          | Linda Machuca ARG Argentina        | Yuka Kagami JPN Japão              |

### Luta greco-romana
Masculino
| Evento             | Ouro                           | Prata                            | Bronze                         |
| ------------------ | ------------------------------ | -------------------------------- | ------------------------------ |
| Até 45 kg detalhes | Amirreza Dehbozorgi IRI Irã    | Jeremy Peralta ECU Equador       | Edmond Nazaryan BUL Bulgária   |
| Até 51 kg detalhes | Wataru Sasaki JPN Japão        | Giorgi Tokhadze GEO Geórgia      | Axel Salas MEX México          |
| Até 60 kg detalhes | Giorgi Chkhikvadze GEO Geórgia | Elmirbek Sadyrov KGZ Quirguistão | Sahak Hovhannisyan ARM Armênia |
| Até 71 kg detalhes | Alexandrin Guțu MDA Moldávia   | Stepan Starodubtsev RUS Rússia   | Shu Yamada JPN Japão           |
| Até 92 kg detalhes | Mohammad Nosrati IRI Irã       | Osman Ayaydin TUR Turquia        | Mukhammad Evloev RUS Rússia    |

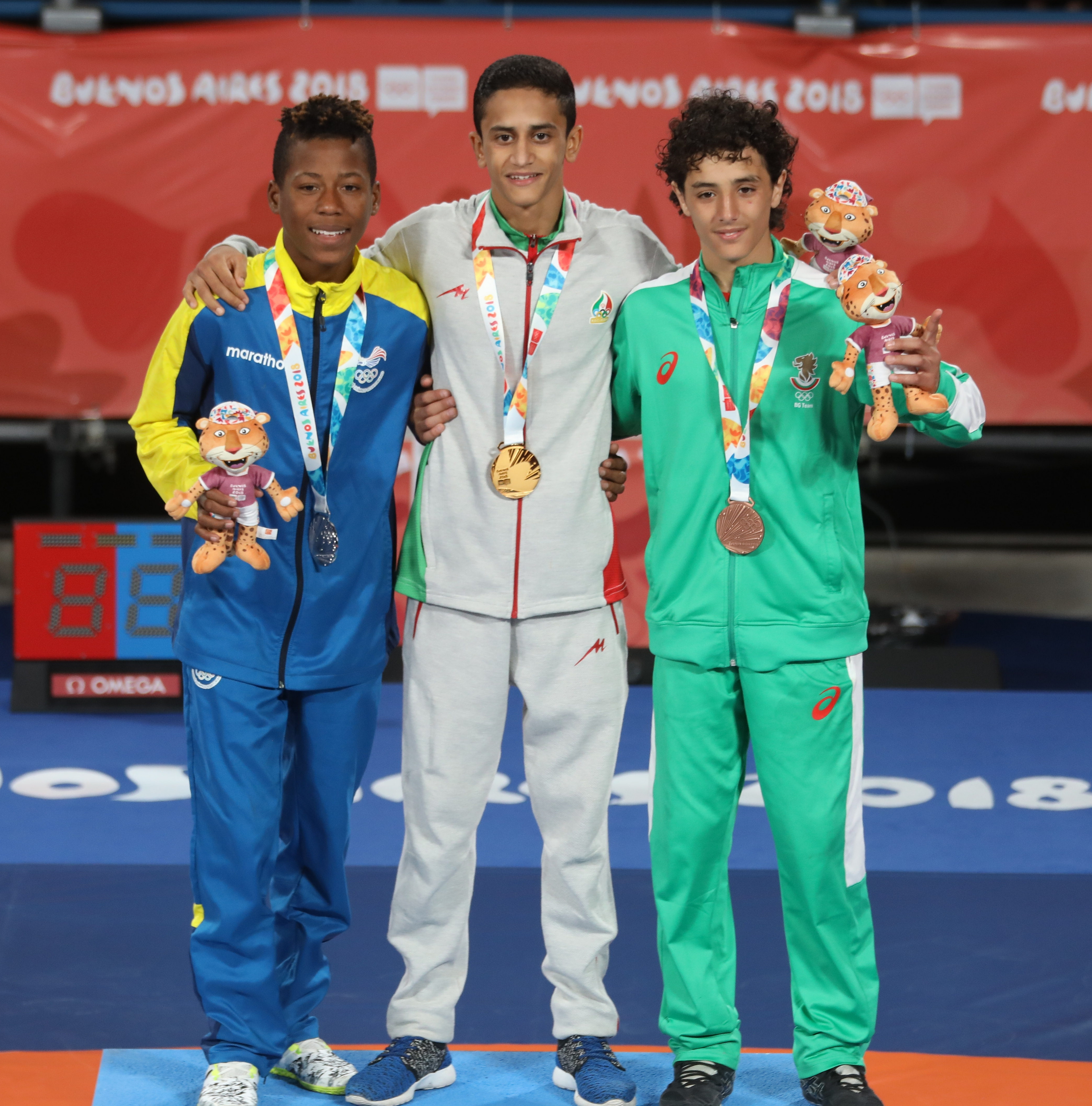
45 kg
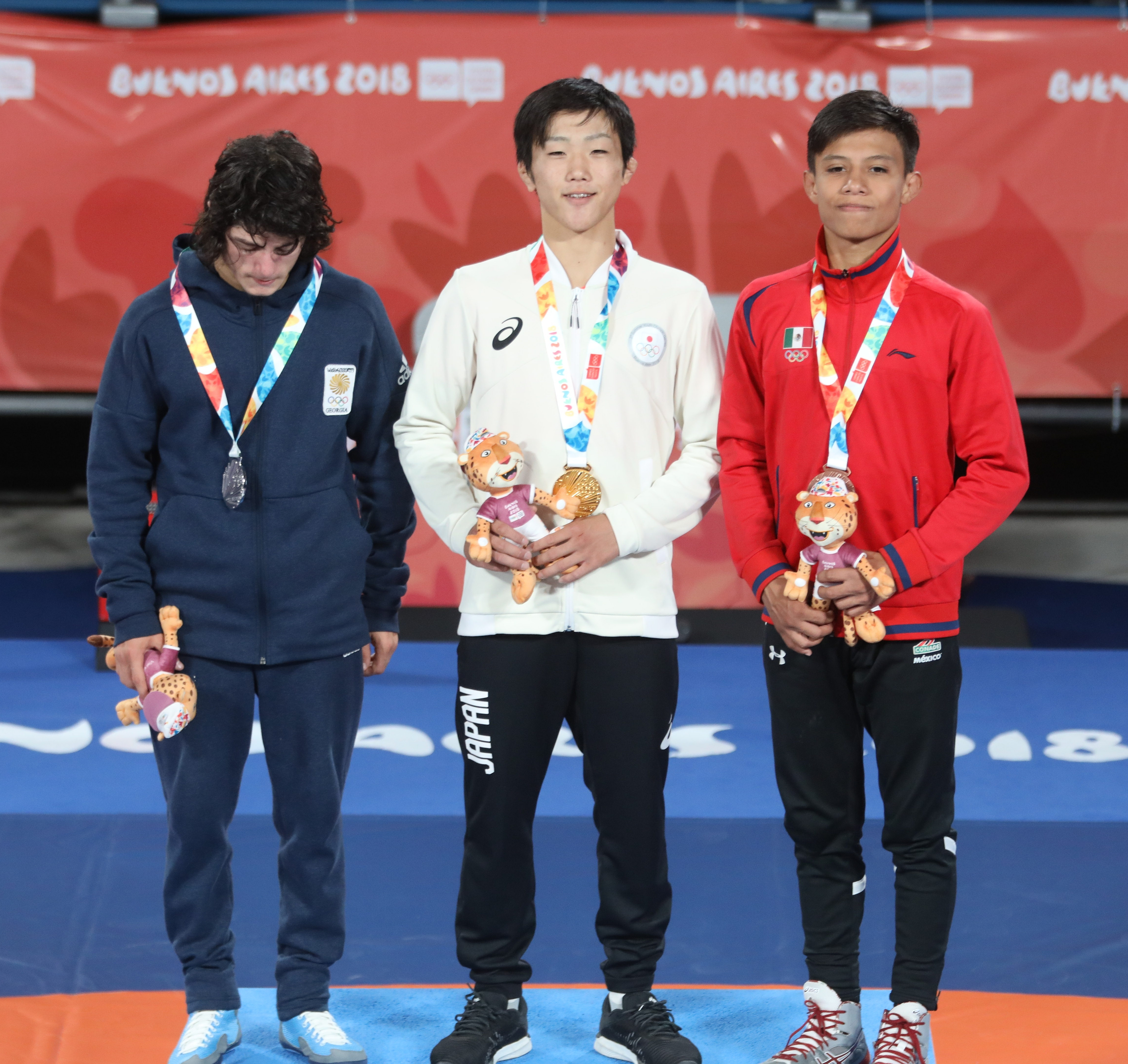
51 kg
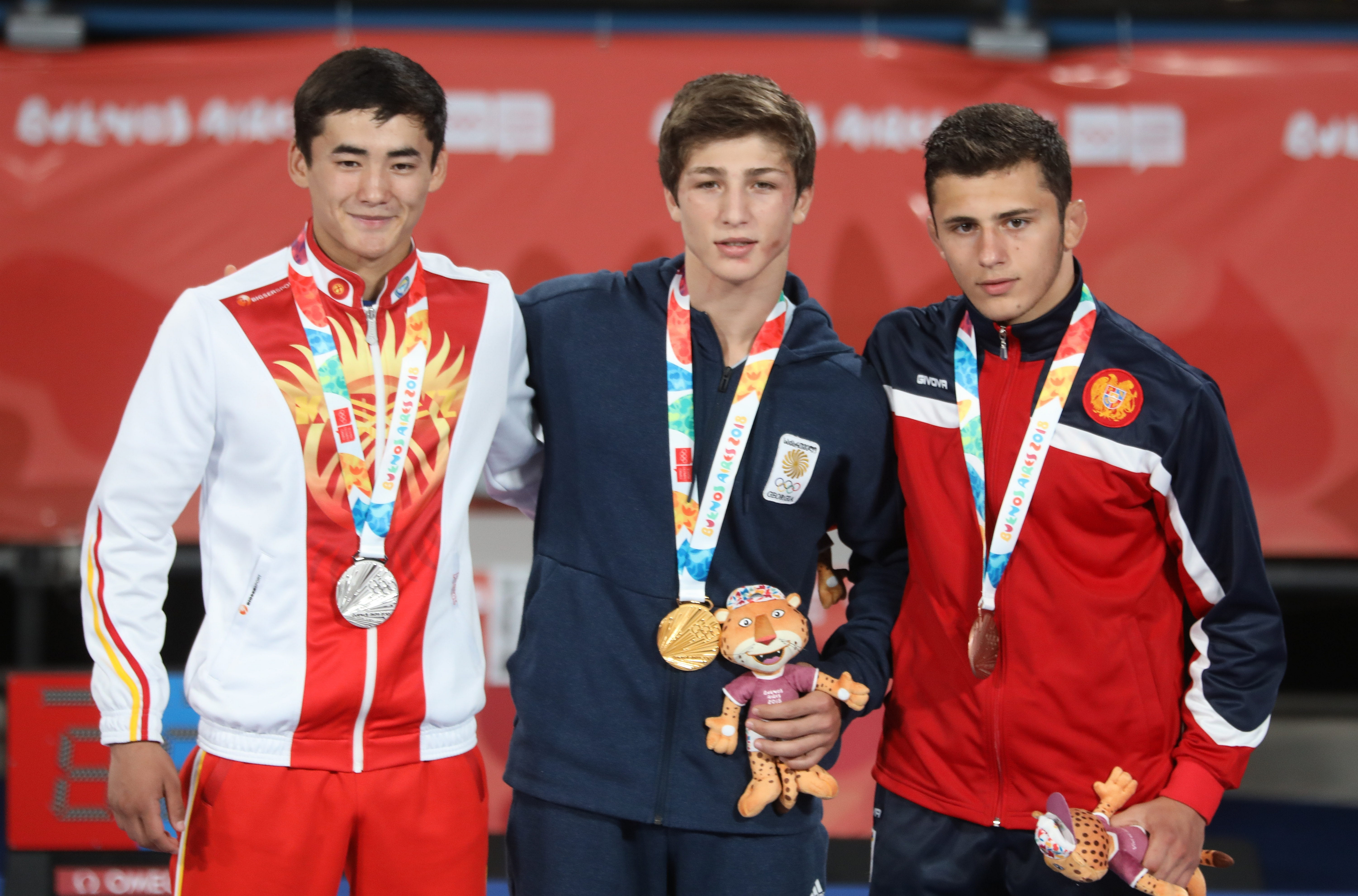
60 kg
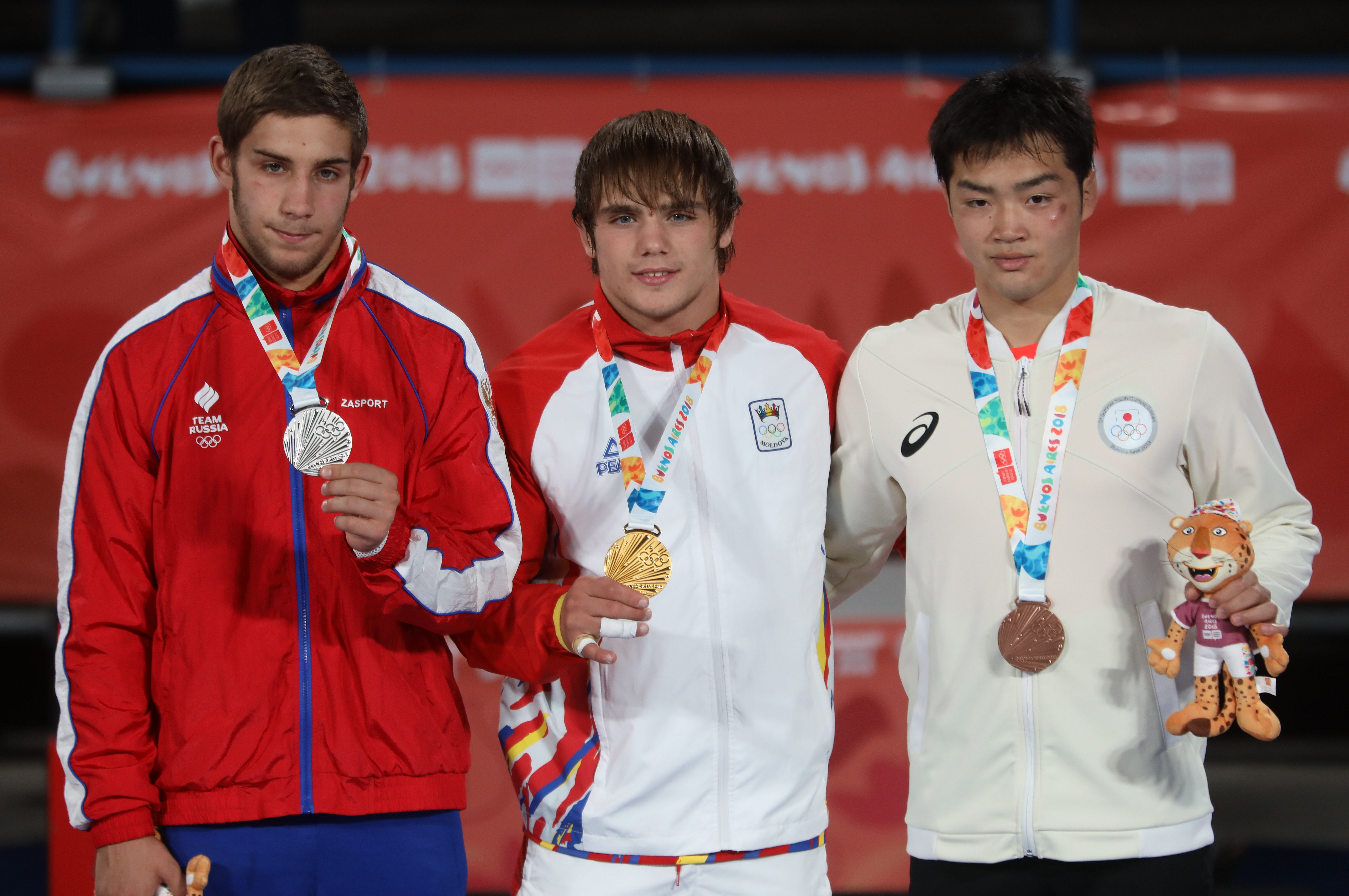
71 kg
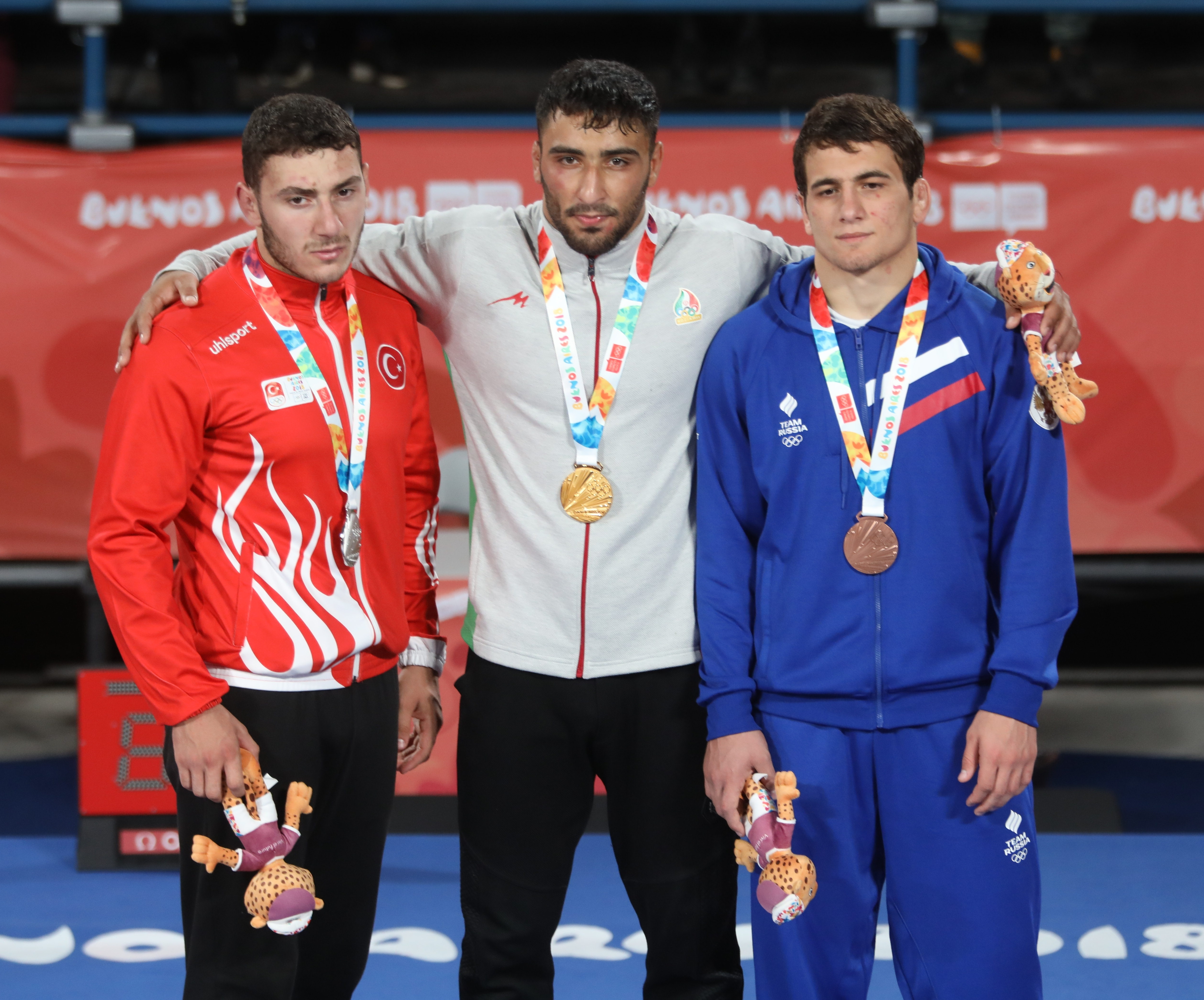
92 kg

## Quadro de medalhas
| Ordem | País               | Medalha de ouro | Medalha de prata | Medalha de bronze |    |
| ----- | ------------------ | --------------- | ---------------- | ----------------- | -- |
| 1     | IRI Irã            | 2               | 2                |                   | 4  |
| 2     | RUS Rússia         | 2               | 1                | 1                 | 4  |
| 3     | JPN Japão          | 2               |                  | 1                 | 3  |
| 4     | USA Estados Unidos | 2               |                  |                   | 2  |
| 5     | GEO Geórgia        | 1               | 2                |                   | 3  |
| 6     | UZB Uzbequistão    | 1               | 1                | 1                 | 3  |
| 7     | AZE Azerbaijão     | 1               |                  | 1                 | 2  |
| 8     | CHN China          | 1               |                  |                   | 1  |
|       | CUB Cuba           | 1               |                  |                   | 1  |
|       | MDA Moldávia       | 1               |                  |                   | 1  |
|       | SWE Suécia         | 1               |                  |                   | 1  |
| 12    | ARG Argentina      |                 | 2                |                   | 2  |
| 13    | TUR Turquia        |                 | 1                | 1                 | 2  |
|       | UKR Ucrânia        |                 | 1                | 1                 | 2  |
| 15    | ALG Argélia        |                 | 1                |                   | 1  |
|       | ECU Equador        |                 | 1                |                   | 1  |
|       | HUN Hungria        |                 | 1                |                   | 1  |
|       | IND Índia          |                 | 1                |                   | 1  |
|       | KGZ Quirguistão    |                 | 1                |                   | 1  |
| 20    | GER Alemanha       |                 |                  | 1                 | 1  |
|       | ARM Armênia        |                 |                  | 1                 | 1  |
|       | BLR Bielorrússia   |                 |                  | 1                 | 1  |
|       | BUL Bulgária       |                 |                  | 1                 | 1  |
|       | EGY Egito          |                 |                  | 1                 | 1  |
|       | JPN Japão          |                 |                  | 1                 | 1  |
|       | MEX México         |                 |                  | 1                 | 1  |
|       | MGL Mongólia       |                 |                  | 1                 | 1  |
|       | PAK Paquistão      |                 |                  | 1                 | 1  |
| TOTAL | TOTAL              | 15              | 15               | 15                | 45 |